# Roc del Benedi
El Roc del Benedi és una muntanya de 1.525 metres que es troba al municipi de Montferrer i Castellbò, a la comarca de l'Alt Urgell.